# Pikkujoenjärvi
Pikkujoenjärvi är en sjö i Finland. Den ligger i kommunen Enare i landskapet Lappland, i den norra delen av landet, 1 000 km norr om huvudstaden Helsingfors. Pikkujoenjärvi ligger 155,6 meter över havet. Arean är 1,11 kvadratkilometer och strandlinjen är 10,52 kilometer lång. Sjön  ingår i Pasvik älvs huvudavrinningsområde. 